# 周棚街道
周棚街道，是中华人民共和国安徽省阜阳市颍泉区下辖的一个乡镇级行政单位。

## 行政区划
周棚街道下辖以下地区：
周棚社区、渡口社区、抱龙社区、魏庄社区、刘堂社区、殷溜社区、常郢社区、潘寨社区、许庄社区、苗郢社区、周郢社区和茨河社区。